# 1708 în literatură
Anul 1708 în literatură a implicat o serie de evenimente și cărți noi semnificative.  

## Cărți noi
- Joseph Addison - The Present State of the War
- Edmund Arwaker - Truth in Fiction (fabule)
- Francis Atterbury - Fourteen Sermons Preach'd on Several Occasions
- Joseph Bingham - Origines Ecclesiasticae, or Antiquities of the Christian Church, vol. 1
- Richard Blackmore - The Kit-Cats
- Jeremy Collier - An Ecclesiastical History of Great Britain, Chiefly of England (vol. 1)
- Ebenezer Cooke - The Sot-Weed Factor